# IESE Business School
IESE Business School è una scuola di direzione aziendale a livello globale, parte dell'Università di Navarra e con sede principale a Barcellona, Spagna. Fondata nel 1958, IESE è nota per il suo approccio umanistico e per l'adozione del metodo del caso, sviluppato in collaborazione con Harvard Business School. IESE offre programmi MBA, Executive MBA, Global Executive MBA, formazione executive, e dottorati in management, attirando partecipanti da oltre 100 paesi. È accreditata AACSB, EQUIS e ANECA. La scuola è riconosciuta costantemente tra le prime al mondo nelle classifiche internazionali per la qualità della sua formazione manageriale.

## Storia
IESE Business School (Instituto de Estudios Superiores de la Empresa) è stata fondata nel 1958 a Barcellona, Spagna, come iniziativa dell'Università di Navarra e dell'Opus Dei. Antonio Valero Vicente fu il suo primo direttore.  
Nel 1963, in collaborazione con la Harvard Business School, IESE lanciò il primo programma MBA europeo di durata biennale, introducendo il metodo del caso in Europa.  
Negli anni successivi, la scuola ha esteso la sua presenza internazionale con campus a Madrid (2001), New York (2010), San Paolo (2010) e Monaco di Baviera (2015).

## Campus
L’IESE Business School dispone di una rete internazionale di campus, progettati per supportare la sua missione educativa globale e formare leader con una visione etica e internazionale del business. Ogni sede riflette l’impegno della scuola verso l’eccellenza accademica, la sostenibilità e l’innovazione.

#### Barcellona (Spagna)
Il campus principale dell’IESE si trova a Barcellona, nel quartiere Pedralbes. Fondato nel 1958, il campus si estende su circa 52.000 m² e ospita i programmi MBA, PhD e Executive Education. Le strutture includono moderne aule, una biblioteca, centri di ricerca, un auditorium da quasi 600 posti e spazi verdi. Rappresenta il centro accademico e simbolico dell’istituzione.

#### Madrid (Spagna)
Il campus di Madrid è stato inaugurato nel 1974 e ampliato nel 2021. Situato nella zona nord-ovest della capitale spagnola, il campus comprende due edifici principali: l’Executive Building e il Master Building. Dispone di un auditorium da 454 posti, sale conferenze e spazi pensati per l’innovazione didattica. È certificato LEED Gold per la sostenibilità ambientale.

#### Monaco di Baviera (Germania)
Il campus di Monaco, operativo dal 2015, è il primo di una business school internazionale ad avere sede permanente in Germania. Situato nel centro cittadino, è focalizzato sui programmi di Executive Education e sull’Executive MBA. Collabora con numerose aziende europee e promuove un approccio sostenibile, avendo ricevuto la certificazione STARS Gold dell'AASHE.

#### New York (Stati Uniti)
Il campus IESE di New York è stato inaugurato nel 2007. Si trova a Manhattan, al 165 West 57th Street, in un edificio storico neorinascimentale. È sede di programmi di Executive Education rivolti a dirigenti del Nord America e funge da ponte tra il mondo accademico europeo e l’ambiente imprenditoriale statunitense.

#### San Paolo (Brasile)
Dal 2000, l’IESE opera in Brasile attraverso una partnership con l’ISE Business School, con sede a San Paolo. Il campus, situato nel quartiere Bela Vista, ospita programmi di formazione manageriale come l’Executive MBA e corsi di sviluppo per dirigenti. Rappresenta l’hub dell’IESE in America Latina.

## Programmi

### MBA
- MBA a tempo pieno: programma di 15 o 19 mesi, con un curriculum incentrato sulla leadership, la strategia e la sostenibilità. Secondo il Financial Times, l'MBA di IESE è stato classificato come il terzo migliore al mondo nel 2025.
- Executive MBA (EMBA): programma part-time in presenza, di 18 mesi, rivolto a professionisti con esperienza significativa. L'Executive MBA di IESE è stato classificato come il secondo migliore al mondo nel QS Global Executive MBA Rankings 2024.
- Global Executive MBA (GEMBA): programma modulare in modalità blended, di 16 mesi, con moduli in diverse città globali. Secondo il Financial Times, il Global Executive MBA di IESE è stato classificato come il quarto migliore al mondo nel 2025.

### Dottorato
- PhD in Management: programma orientato alla ricerca, prepara i candidati per carriere accademiche internazionali.

### Executive Education
IESE è costantemente classificata tra le prime al mondo per la formazione executive. I suoi programmi includono:
- Programmi su misura (Custom Programs): progettati in base alle esigenze specifiche delle imprese.it.wikipedia.org
- Programmi aperti (Open Programs): corsi su leadership, trasformazione digitale, finanza e sostenibilità.
- Advanced Management Program (AMP): per alti dirigenti.

## Programmi Speciali
IESE offre anche programmi su misura per aziende, startup e imprenditori:  
- Advanced Management Program (AMP): per alti dirigenti.
- Custom Programs: progettati in base alle esigenze specifiche delle imprese.
- Entrepreneurship and Innovation Center: supporto a startup e nuove iniziative imprenditoriali.
- Women in Leadership: iniziative per promuovere la leadership femminile.

## Partnership Internazionali
IESE collabora con oltre 15 business school globali, tra cui:  
- Harvard Business School (USA)
- MIT Sloan School of Management (USA)
- CEIBS (Shanghai, Cina)
- Indian School of Business (Hyderabad, India)
- University of Michigan Ross School of Business (USA)
- INCAE Business School (Costa Rica)

Queste partnership offrono scambi accademici, doppi diplomi e moduli internazionali per i partecipanti ai programmi.  
Inoltre, IESE ha contribuito alla fondazione di diverse business school in tutto il mondo, tra cui:
- IPADE (Messico)
- ISE (Brasile)
- AESE (Portogallo)
- Strathmore Business School (Kenya)
- MDE Business School (Costa d’Avorio)

## Riconoscimenti

### Classifiche recenti
| Anno | Classifica                      | Programma            | Posizione globale | Posizione in Europa |
| ---- | ------------------------------- | -------------------- | ----------------- | ------------------- |
| 2025 | Financial Times - Global MBA    | MBA a tempo pieno    | 3°                | 1°                  |
| 2025 | QS Global MBA Rankings          | MBA a tempo pieno    | 10°               | 3°                  |
| 2024 | Financial Times - Executive MBA | Global Executive MBA | 4°                | 2°                  |
| 2024 | QS Executive MBA Rankings       | EMBA                 | 2°                | 2°                  |

## Filosofia e Metodo
L’IESE si distingue per una missione profondamente orientata all’impatto positivo sulla società: formare leader che aspirano a migliorare il mondo attraverso la leadership etica e l’eccellenza professionale. Il suo modello educativo si fonda su tre pilastri essenziali:
- Formazione integrale della persona, che promuove lo sviluppo delle competenze professionali insieme alla crescita personale, etica e umana.
- Visione globale del business, per preparare i leader a operare efficacemente in contesti internazionali complessi e dinamici.
- Leadership con orientamento al servizio, che mette al centro il bene comune e la responsabilità verso la società.

L’approccio dell’IESE è umanistico, ispirato alla dottrina sociale della Chiesa, ma pienamente aperto a studenti di ogni credo e cultura. L’insegnamento si basa sul metodo del caso, sviluppato in collaborazione con la Harvard Business School, per favorire il pensiero critico, il confronto e la capacità decisionale.
L’IESE è anche un hub internazionale con programmi di scambio globale e una rete di centri di ricerca di eccellenza, come il Center for Corporate Governance e il Center for Business in Society, che approfondiscono temi di impatto etico e sociale nel mondo del business.

## Alumni
IESE conta oltre 50.000 ex-alunni in più di 100 paesi. Tra i più noti:  
- Steve Shiffman, ex CEO di Calvin Klein
- Juvencio Maeztu, Vice CEO di IKEA
- Yuko Keicho, Direttrice strategia alla Banca Mondiale

## Pubblicazioni
IESE pubblica articoli e libri di management e la rivista IESE Insight.  
Ricerche dei docenti sono presenti su riviste come Harvard Business Review e Academy of Management Journal.